# Nirmala (film)
Pour les articles homonymes, voir Nirmala (homonymie).
Pour plus de détails, voir Fiche technique et Distribution.
Nirmala (en hindi : निर्) est un film dramatique indien réalisé par Franz Osten, produit par Bombay Talkies et sorti en 1938. Il plonge le spectateur dans une Inde aisée et étonnamment moderne, pourtant toujours à la merci de croyances immémoriales.
Nirmala raconte l'histoire d'une femme brillante dont la vie est bouleversée par la superstition. Elle est tout d'abord soumise aux calculs rigoureux d'un astrologue lorsqu'il s'agit de se marier. Puis pour sauver son enfant, elle est amenée à s'enfuir et abandonner le confort de sa famille, obéissant en cela aux recommandations énigmatiques d'un guérisseur.

## Synopsis
Nirmala (Guldaban) est une petite fille qui aime ses poupées et joue à la maman lorsque sa propre mère (Saroj Borkar) a le dos tourné. Adulte (Devika Rani), elle n'a rien perdu de sa passion pour les enfants et rêve de devenir mère à son tour. Pour l'instant, elle vient d'être admise à l'université. Pourtant ses parents voient venir le moment de lui trouver un mari. Rajnikhant son père (P.F. Pithawala), avait promis autrefois la main de Nirmala à Loknath (M. Nazir), le fils de son meilleur ami. Pensant bien faire, il conclut l'alliance matrimoniale et demande à l'astrologue de déterminer la date des noces.
Rajnikhant ne sait pas que Loknath est une brute illettrée que sa fille déteste. Il ignore également qu'il est à la tête d'une bande criminelle. Mais Loknath est amoureux de Nirmala et voudrait l'épouser. Il met alors au point un stratagème pour apparaître en héros à yeux de la belle : ses sbires l'enlèveront devant l'université et il se présentera juste à temps pour la délivrer. Le coup échoue car Ramdas (Ashok Kumar), un étudiant comme Nirmala, se débarrasse promptement des bandits avant d'appeler la police. Heureusement pour lui, Loknath évite in-extremis de se faire prendre.. Mais cet incident a été l'occasion pour Ramdas de poser les yeux sur cette jeune étudiante aussi timide que ravissante. De son côté, Nirmala, a également remarqué le bel étudiant qui l'a sauvée.
En rentrant à la maison, elle s'effondre en apprenant qu'elle allait se marier avec Loknath. Sa meilleure amie (Maya Devi) s'en ouvre à ses parents qui réalisent que cette union allait faire le malheur de leur fille. Toutefois, l'astrologue avait déjà fixé la date et il n'y en aura jamais de plus propice. Comment trouver un mari de remplacement en quelques jours ? Dans le même temps, le meilleur ami (Nazir Bedi) de Ramdas joue les bons offices et met les parents en relation. L'affaire est conclue dans la journée, Nirmala se mariera avec Ramdas. Les futurs époux, leurs amis et leurs familles sont ravis.
Loknath rumine et attend son heure.

## Fiche technique
- Titre : Nirmala (hindi : निर्)
- Réalisation : Franz Osten
- Scénario : Basudev

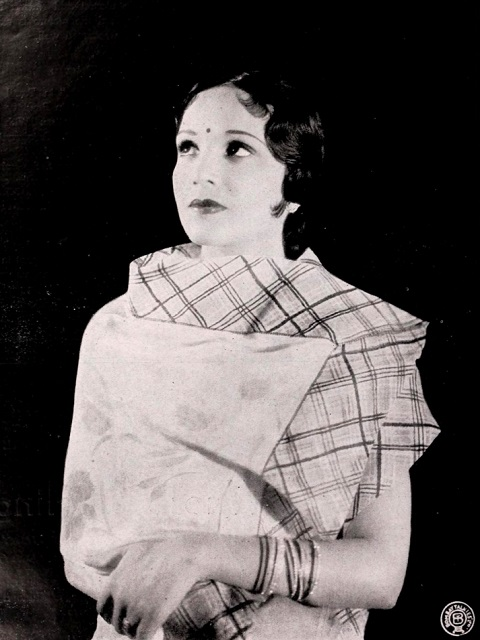
Devika Rani dans Nirmala

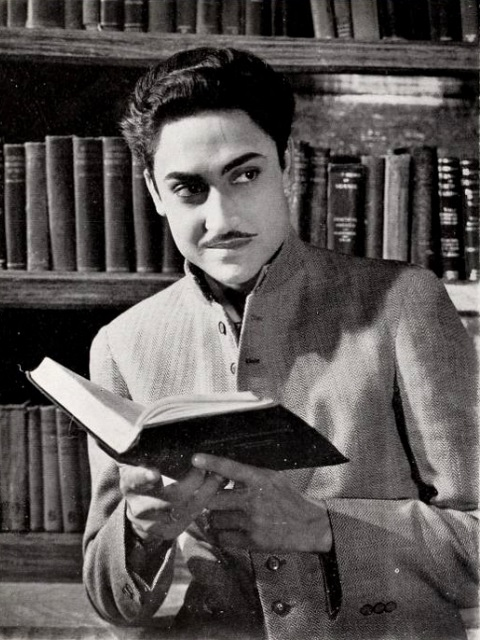
Ashok Kumar dans Nirmala

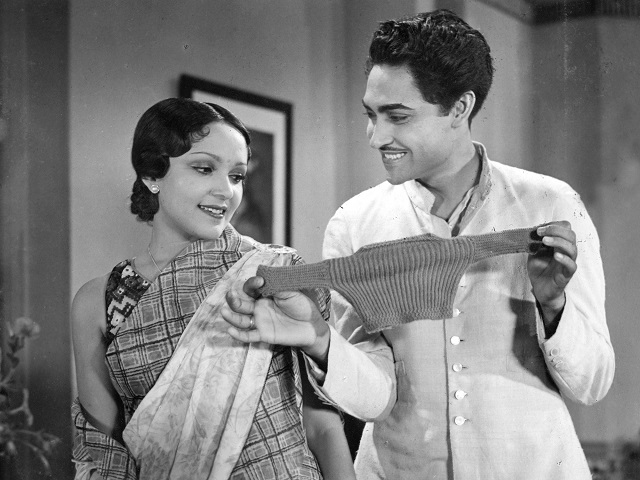
Devika Rani et Ashok Kumar dans Nirmala

- Dialogues : J.S. Casshyap assisté de S.I. Hassan
- Photographie : Josef Wirsching assisté de R.D. Pareenja
- Direction musicale : Saraswati Devi
- Lyrics : J.S. Casshyap
- Chorégraphie : Mumtaz Ali
- Décors : Y.E. Hate
- Costumes : Manilal Ladva
- Son : S. B. Dacha
- Montage : Dattaram N. Pai
- Production : Himanshu Rai
- Chargé de production : N.R. Acharya
- Société de production : Bombay Talkies
- Pays d’origine :  Raj britannique
- Langue originale : hindi
- Format : Noir et blanc - 35 mm
- Genre : Film dramatique
- Durée : 131 minutes[Note 1]
- Date de sortie : 15 avril 1938 (Première au Roxy de Bombay)[3]
- License :  domaine public depuis 1998

## Distribution
- Devika Rani : Nirmala
- Ashok Kumar : Ramdas
- Maya Devi : Pramila, l'amie de Nirmala
- Nazir Bedi : Moti, l'ami de Ramdas
- P.F. Pithawala : Rajnikant, le père de Nirmala
- Saroj Borkar : la mère de Nirmala
- M. Nazir : Loknath, le fiancé de Nirmala
- Pratima : la mère de Ramdas
- Meera : une mendiante
- Guldaban : Nirmala enfant
- Mumtaz Ali : le danseur dans le campement des mendiants
- Kamta Prasad : le professeur d'université
- Balwant Singh : un vieux mendiant

## Production
Nirmala est le neuvième long-métrage de Bombay Talkies. L'organisation efficace du studio permet de le réaliser intégralement en neuf semaines à partir de février 1938. La recette est éprouvée : un couple vedette qui se retrouve pour la sixième fois, des acteurs de second rôle habitués du studio et des techniciens parfaitement rodés. Les techniciens allemands du studio reviennent en Inde en janvier 1938 après quelques semaines de vacances en Europe. Seul Karl von Spreti est resté en Allemagne. La relève au poste de décorateur attitré du studio est alors assurée par Y.E. Hate. Nirmala est tourné principalement dans l'enceinte du studio à Malad.
L'histoire est basée sur Divorce, une pièce de Niranjan Pal, l'auteur habituel de Bombay Talkies. Mais s'étant brouillé avec Himanshu Rai l'année précédente, l'écriture du scénario est confiée à Basudev qui se fera plus tard un nom comme parolier.

## Accueil
Les critiques sont globalement favorables. Le jeu de Devika Rani est particulièrement noté pour son portrait brillant d'un personnage qui traverse le temps et les épreuves. Celui d'Ashok Kumar qui était critiqué depuis ses débuts dans Jeevan Naiya (1936) est cette fois avantageusement remarqué. La réalisation et le montage sont en revanche moins convaincants. Le public ne se précipite pas dans les salles. L'affluence est importante les premiers jours, mais Nirmala ne reste à l'affiche que neuf semaines au Roxy de Bombay où il est remplacé par We Three de Sagar Movietone. De même, le film ne reste que cinq semaines à l'affiche du cinéma STAR de Madras en juillet 1938.

## Musique
Nirmala comporte quatorze chansons,, composées par Saraswati Devi sur des paroles de J.S. Casshyap. Certaines d'entre-elles sont répétées plusieurs fois, chantées par des artistes différents.
- Aa Ri Ninni Aa Ri Ninni - Saroj Borkar puis Guldaban
- Jab Usha Ke Aanchal Se
- Maanana Hi Padega
- Ek Haanr Isaliye Ki Tum
- Yah Haar Mila Isaliye Ki Main
- Koi Kya Jane
- Chalata Rahe Sagar Bhi - Ashok Kumar
- Bolo Sajni Bolo - Devika Rani et Ashok Kumar
- Tum Aur Main Aur Munna Pyara - Devika Rani et Ashok Kumar
- Janm Liya Toh Ji Le Bande - Balwant Singh
- Dukha Sukh Ka Hai Nit Ka Naata - Meera et Arun Kumar
- Jasoda Tero Lalana Ri Syaam Ghanshyam
- Jab Maan Ke Aanchal Se Mukhadea Chamakaata
- Aa Ri Ninni Aa Ri Ninni - Devika Rani